# DFK Dainava
Dzūkijos futbolo klubas Dainava är en fotbollsklubb i Alytus i Litauen som grundades 2016.

## Placering tidigare säsonger
| Säsong | Nivå | Liga       | Placering | Webbplats | Notering                   |
| ------ | ---- | ---------- | --------- | --------- | -------------------------- |
| 2016   | 2    | Pirma lyga | 9         | [ 1 ]     |                            |
| 2017   | 2    | Pirma lyga | 4         | [ 2 ]     |                            |
| 2018   | 2    | Pirma lyga | 2         | [ 3 ]     |                            |
| 2019   | 2    | Pirma lyga | 4         | [ 4 ]     |                            |
| 2020   | 2    | Pirma lyga | 6         | [ 5 ]     | Uppflyttad till A lyga     |
| 2021   | 1    | A lyga     | 9         | [ 6 ]     | Nedflyttad till Pirma lyga |
| 2022   | 2    | Pirma lyga | 1         | [ 7 ]     |                            |
| 2023   | 1.   | A lyga     | 8         | [ 8 ]     |                            |
| 2024   | 1    | A lyga     | 4         | [ 9 ]     |                            |
| 2025   | 1    | A lyga     |           | [ 10 ]    |                            |

## Färger
DFK Dainava spelar i blåa trikåer, bortastället är gul.

### Trikåer
| DFK Dainava          | DFK Dainava            |
| Trikåer              | Trikåer                |
| -------------------- | ---------------------- |
| 2016–2018 · Hemmakit | 2016–2018 · Bortaställ |
| 2019–2020 · Hemmakit | 2019–2020 · Bortaställ |

## Trupp 2025
Uppdaterad: 18 juni 2025
| Nr | Land     | Pos | Namn                                    |
| -- | -------- | --- | --------------------------------------- |
| 1  | Ukraina  | MV  | Volodymyr Krynskij                      |
| 5  | Georgien | F   | Nikoloz Chikovani (lån från FK Liepaja) |
| 6  | Litauen  | MF  | Renatas Banevičius                      |
| 7  | Ukraina  | A   | Artem Baftalovskyi                      |
| 24 | Litauen  | F   | Naglis Paliušis                         |
| 28 | Lettland | MV  | Klavs Lauva                             |

| Nr | Land    | Pos | Namn                |
| -- | ------- | --- | ------------------- |
| 29 | Litauen | MF  | Gustas Zabita       |
| 30 | Litauen | F   | Oskaras Lukošiūnas  |
| 77 | Litauen | MV  | Airidas Mickevičius |
| 75 | Litauen | MF  | Ernestas Stočkūnas  |
| 11 | Litauen | MF  | Dominykas Kodz      |
| 13 | Senegal | MF  | Cheikh Faye         |

## Kända spelare
- Deividas Matulevičius, (2021)
- Linas Klimavičius, (2021)
- Paulius Golubickas, (2018; 2021)
- Vytautas Lukša, (2021)

## Tränare
- Ričardas Grigaliūnas (2016)
- Darius Gvildys (2016–2017)
- Donatas Vencevičius (2018)
- Kim Rønningstad (2019) [11]
- Łukasz Hass (2020)
- Fabio Mazzone (sedan 24 augusti 2020)[12]
- Tomas Ražanauskas (sedan 21 april 2021)[13]
- David Silva eller Matthiew Silva (sedan februari 2022 – maj 2022)[14][15]
- Siarhei Kuznetsov (maj 2022 – 3 maj 2025)
- Mergen Orazovw (siden juni 2025)